# 宇田川コーポレーション
株式会社宇田川コーポレーション（うだがわコーポレーション）は、茨城県土浦市に本社を置く、石油製品の販売などを業とする企業。

## 概要
ENEOS株式会社の大手特約店であり、サービスステーションは茨城県内に18店舗（2017年現在）展開している。その他に、各種石油製品の販売、タリーズコーヒー店舗運営、自動車販売・整備、損害保険代理業、新エネルギー事業なども行っている。

## 主要事業所

### 本社・支店
- 土浦本社 - 茨城県土浦市
- 鹿島支店 - 茨城県神栖市

### 油槽所
- 土浦オイルターミナル - 茨城県土浦市
- 鹿島オイルターミナル - 茨城県神栖市

## 沿革
- 1888年（明治21年）- 日本石油株式会社創立に伴い、特約契約を締結し石油製品販売業を開業。
- 1913年（大正2年）- 先々代次男宇田川仁太郎、土浦市中城町に分家創業。
- 1927年（昭和2年）- 筑波鉄道（後の筑波鉄道筑波線）真鍋駅前に専用線を引き、土浦オイルターミナルを設置。
- 1937年（昭和12年）- 現在地に本店、営業所、並びに土浦店を移設。
- 1953年（昭和28年）- 株式会社宇田川石油（うだがわせきゆ）として設立。
- 1962年（昭和37年）- LPガス需要増大に伴い、千代田ガスターミナルを新設。
- 1967年（昭和42年）- 鹿島臨海工業地帯開発決定に伴い、鹿島支店新設。日石百里油槽所が新設され、その運営に当たり航空自衛隊百里基地に燃料納入業務を開始。
- 1972年（昭和47年）- フジ運輸株式会社設立。
- 1976年（昭和51年）- 宇田川商事株式会社を設立。
- 1977年（昭和52年）- 下妻ガスターミナルを新設。
- 1979年（昭和54年）- 鹿島オイルターミナルを新設。
- 1983年（昭和58年）- 研修センター及び土浦給油所（現・Dr.Drive土浦SS）の改装を竣工。
- 1984年（昭和59年）- 常磐自動車道友部サービスエリア給油所を新設。自動車販売事業として「株式会社オートラマ茨城」を設立。土浦市・牛久市にてフォード車の販売を開始。
- 1994年（平成6年）- オートラマ茨城の社名を「株式会社フォード茨城」に変更。
- 1998年（平成10年）- フォード茨城の営業を終了。牛久店の営業を同じ茨城県のフォード車ディーラー「フォードカスミ」に引き継ぐ。土浦店はそのままフォードサービス指定工場として運営する。
- 1999年（平成11年）- 阿見中央店（Dr.Drive阿見SSに改称後2022年に閉店[1]）をDr.Drive及びマクドナルドを併設し全面改造。
- 2000年（平成12年）- 百里オイルターミナル有限会社を設立（2011年解散）
- 2001年（平成13年）- ペイントドック（現・カーリペアPROSHOP UDAGAWA）事業に進出。
- 2004年（平成16年）- タリーズコーヒージャパンとFC契約を締結。学園榎戸SSをセルフ榎戸SS（セルフ1号店）に改装。
- 2005年（平成17年）- 首都圏新都市鉄道つくばエクスプレス守谷駅にタリーズコーヒーTX守谷駅店を出店。イオンモール水戸内原内にタリーズコーヒーイオンモール水戸内原店を出店。
- 2006年（平成18年）- ISO認証機関ビューローベリタスジャパンよりISO14001認証取得（7月21日）
- 2008年（平成20年）- Dr.Drive土浦天川SSをDr.Driveセルフ土浦天川SSに改装。
- 2009年（平成21年）- 太陽光発電システム、エネファームなどの新エネルギーシステム販売に参入。
- 2010年（平成22年）- 常磐自動車道守谷サービスエリア下り線給油所、友部サービスエリア上り線給油所運営継承。格安レンタカー事業に進出。
- 2013年（平成25年）7月1日 - 社名を株式会社宇田川コーポレーションへ変更する。
- 2015年（平成27年）- 宇田川商事株式会社を吸収合併。
- 2018年（平成30年）
  - 9月 - 格安レンタカー事業終了。
  - 12月 - フォードサービス指定工場事業終了。および自動車販売事業から撤退。

## 事業内容

### カーライフ
- ENEOS株式会社の特約店として、茨城県でガソリンスタンドを18店舗運営
- 常磐自動車道守谷サービスエリア下り線、友部サービスエリア上下線など各給油所の運営
- 鈑金塗装修理を行うカーリペアPROSHOP UDAGAWAを3店舗運営
- 自動車整備・車検・販売

### エネルギー
- ガソリン、軽油・灯油・重油・潤滑油等石油製品の卸小売
- つくばヘリポートの運営

### ライフサポート
- 三井住友海上火災保険株式会社代理店
- AIG損害保険株式会社代理店
- 三井住友海上あいおい生命保険株式会社代理店
- AIG富士生命保険株式会社代理店
- エコフィール（石油給湯器）の販売等

### フードビジネス
- ミネラルウォーター「アクアクララ」の販売
- スペシャルティコーヒーショップ「タリーズコーヒー」を5店舗運営